# Biblioteca civica Italo Calvino
La Biblioteca civica Italo Calvino è una biblioteca di Torino. Appartiene al Sistema bibliotecario urbano ed è intitolata ad Italo Calvino.

## Storia
L'edificio sorge nel rione Valdocco (sotto-quartiere di Aurora). Il territorio, già occupato dai Molassi (i più importanti mulini per granaglie della città di origine medievale), nel XVII secolo vide la nascita di numerose concerie, setifici e opifici. L'iniziale processo di inurbamento e industrializzazione proseguì ed ebbe un ulteriore incremento oltre un secolo dopo, a partire dal regno di Vittorio Amedeo III di Savoia.
Ai numerosi fabbricati costruiti agli inizi dell'Ottocento altri vennero ad aggiungersi; fra questi, la porzione più consistente e significativa fu edificata poco prima della metà del secolo per ospitare la Conceria Durio. La famiglia Durio fu, nel periodo a cavallo tra XIX e XX secolo, la principale esponente nell'ambito della lavorazione del cuoio in Italia (è dei "Fratelli Durio" il brevetto sulla concia rapida).
Ampliamenti e modifiche vennero successivamente condotti nel 1882, 1912 e 1915. Al 1920 data un progetto di De Vecchi che ne prospettava il totale rinnovamento, ma all'intervento non fu mai dato corso.
Le fonti che documentano lo sviluppo e la vita di questo sito industriale sono quasi inesistenti; è tuttavia noto che, anche successivamente alla cessazione delle attività della conceria, l'area mantenne una destinazione d'uso a carattere produttivo in cui trovarono spazio alcuni laboratori a conduzione prevalentemente artigianale.

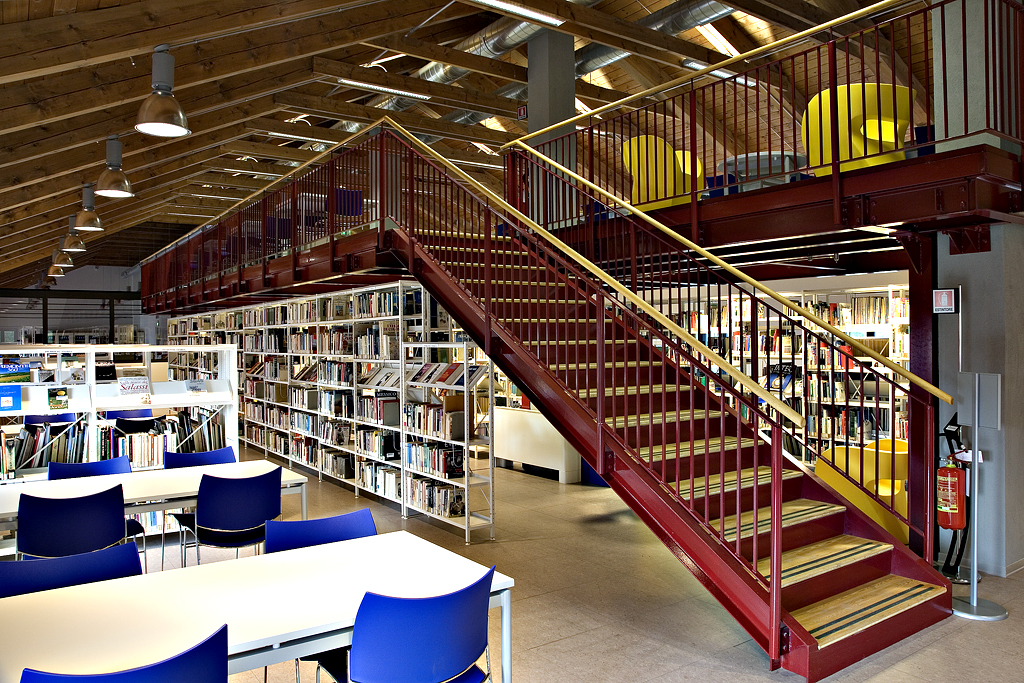
Un interno della Biblioteca

La mancata manutenzione del complesso determinò un'elevata condizione di degrado e insicurezza tale da imporre la totale demolizione di tutti i corpi di fabbrica, fatta eccezione per una porzione dell'edificio costruito lungo la sponda della Dora Riparia che fu conservata e ampliata per dare origine alla nuova biblioteca.
Gli interventi di recupero, inseriti all'interno di un progetto più ampio di riqualificazione della zona, sono stati eseguiti in due fasi: la prima ha interessato l'intera area e si è conclusa nel 2003, la seconda si è svolta tra il 2005 e il 2007.

## La biblioteca
Il progetto di riqualificazione del fabbricato in cui è collocata la biblioteca, elaborato dal personale tecnico del Settore Edifici per la cultura della Città di Torino, presenta tre piani fuori terra e uno seminterrato, adibito a magazzino. L'organizzazione funzionale dei locali individua al piano terreno un nucleo centrale destinato a servizi comuni, al controllo, al sistema di comunicazione verticale. Le due ali laterali (costituite dalle porzioni di edificio ricostruite) ospitano, da un lato, una sala conferenze e, dall'altro, una zona prestito e consultazione con annessa emeroteca. L'organizzazione delle attività della biblioteca è stata pensata per consentire l'utilizzo della sala conferenze anche in orari diversi da quelli di apertura al pubblico. Al primo piano trovano collocazione, nel nucleo centrale, i necessari servizi comuni, due salette per seminari e riunioni e i consueti sistemi di collegamento verticale. Nelle due ali laterali sono localizzati due grandi ambienti unici di cui uno adibito ad area dedicata a ragazzi e bambini, l'altro arredato con scaffalature aperte a libera consultazione. Il secondo e ultimo piano presenta, in corrispondenza dell'ala sinistra di nuova costruzione, spazi all'interno dei quali sono stati ricavati la maggior parte dei locali tecnici, mentre la parte rimanente è caratterizzata da un unico grande spazio di consultazione, a scaffalature aperte, dove la notevole altezza del tetto a vista ha consentito di collocare un soppalco metallico allestito con tavoli e dedicato alla consultazione.
Gli spazi in tal modo restituiti alla città sono stati arricchiti da installazioni di opere d'arte contemporanea. In questo contesto si inseriscono le opere dell'artista Giorgio Griffa, collocate all'interno della biblioteca e quelle di Marco Gastini che, situate all'esterno dell'edificio, cingono il fronte che si affaccia sulla Dora raggiungendo i rivestimenti delle scale di sicurezza. Altre due statue in bronzo cavo, realizzate dall'artista Luigi Stoisa, sono state poste ciascuna nel centro delle due piazzette antistanti la biblioteca.